# Аяганов, Серик Акпенович
Серик Акпенович Аяганов (род. 10 апреля 1952, Степногорск, Казахская ССР) — казахстанский общественный деятель. доктор медицинских наук (2003), профессор. Депутат Сената Парламента Республики Казахстан (2005—2011).

## Биография
Родился 10 апреля 1952 года в городе Степногорске Акмолинской области.
Отец — Аяганов Акпен (1906—1958), участник ВОВ, мастер дорожного движения. Мать — Аяганова Батен (1912—1991), занималась домохозяйкой.
В 1975 году окончил лечебный факультет Карагандинского государственного медицинского института по специальности врач-хирург.
В 2003 году защитил учёное звание доктора медицинских наук, тема диссертации: «Диагностика и комплексное хирургическое лечение асцитического синдрома с применением малоинвазивных технологий».

## Трудовая деятельность
С 1975 по 1976 годы — Врач-интерн Крагандинской городской больницы № 3.
С 1976 по 1987 годы — Врач-хирург, Главный врач Ленинской районной больницы.
С 1987 по 1992 годы — Главный хирург Кокчетавского облздравотдела.
С 1992 по 1999 годы — Главный врач Кокшетауской областной больницы.
С 1999 по 2005 годы — Главный врач Акмолинской областной больницы.
С 2011 года по настоящее время — Главный врач Акмолинской областной больницы.

## Выборные должности, депутатство
С 1999 по 2005 годы — Депутат Акмолинского областного маслихата.
С 2005 по 2011 годы — Депутат Сената Парламента Республики Казахстан от Акмолинской области, Член постоянного Комитета по социально-культурному развитию.
Член парламентской группы Единого Экономического пространства. Член группы сотрудничества с Конгрессом США, с Сенатом Французской Республики, с Кнессетом Государства Израиль, с Сенатом Итальянской Республики, с Сеймом Литовской Республики.
С март 2016 года — Депутат Акмолинского областного маслихата, Председатель комиссии по вопросам экономики и бюджета.

## Награды и звания
- почётный знак Министерства здравоохранения РК «Отличник здравоохранения» (2002)
- Орден Курмет (декабрь 2002 года)[2]
- Орден Парасат (декабрь 2009 года)[3]
- нагрудный знак «отличник профсоюзного движения» (2002)
- Почетная грамота партии «Нур Отан» (2015)
- Почётная грамота Акима области (2012)
- Почётный гражданин города Кокшетау
- Награждён личным нагрудным знаком и Благодарственным письмом Первого Президента Республики Казахстан.
- Государственные юбилейные медали
- 2001 — Медаль «10 лет независимости Республики Казахстан»
- 2005 — Медаль «10 лет Конституции Республики Казахстан»
- 2006 — Медаль «10 лет Парламенту Республики Казахстан»
- 2008 — Медаль «10 лет Астане»
- 2011 — Медаль «20 лет независимости Республики Казахстан»
- 2018 — юбилейная медаль «20 лет Астане» и др.

## Научные, литературные труды
Автор ряда 30 публикаций, руководства «Видеоэндоскопическое вмешательство при заболеваниях брюшной полости и забрюшинного пространства» (г. Санкт-Петербург, 2001), «Руководство по хирургии печени и желчевыводящих путей» (г. Санкт-Петербург, 2003) и др.